# Autostrada M1 (Wielka Brytania)
Autostrada M1 – autostrada w Wielkiej Brytanii łącząca Londyn z Leeds w hrabstwie West Yorkshire. Była to pierwsza międzymiastowa autostrada w kraju. Liczy 311,4 km długości.
Większość autostrady M1 została ukończona pomiędzy 1959 a 1968 rokiem. W 1977 roku, na południowym końcu drogi, oddano do użytku krótki odcinek, który połączył M1 z drogą A406. Ostatni odcinek drogi, służący jako przedłużenie autostrady M1 do drogi A1(M), oddano w roku 1999.

## Trasy europejskie
Trasa obecnie stanowi fragment jednej trasy europejskiej – E13. Do połowy lat 80. miała wspólny przebieg z dwoma drogami międzynarodowymi – E33 i E106.

### Współczesne
| Trasa europejska | Przebieg           |
| ---------------- | ------------------ |
| E13              | Thurcroft – London |

### Historyczne
| Trasa europejska | Przebieg                                                         |
| ---------------- | ---------------------------------------------------------------- |
| E33              | London – Crick                                                   |
| E106             | Northampton – Crick – Leicester – Nottingham – Sheffield – Leeds |